# Palaiópyrgos (ort i Grekland, Thessalien, Trikala)
Palaiópyrgos är en ort i Grekland.   Den ligger i prefekturen Trikala och regionen Thessalien, i den centrala delen av landet, 240 km nordväst om huvudstaden Aten. Palaiópyrgos ligger 113 meter över havet och antalet invånare är 1 035.
Terrängen runt Palaiópyrgos är platt åt sydväst, men åt nordost är den kuperad. Runt Palaiópyrgos är det ganska tätbefolkat, med 60 invånare per kvadratkilometer. Närmaste större samhälle är Trikala, 7,3 km sydväst om Palaiópyrgos. Trakten runt Palaiópyrgos består till största delen av jordbruksmark.